# Manuscrit côté MS408
Manuscrit côté MS408 è il primo EP del gruppo musicale francese Hypno5e, pubblicato il 2 maggio 2006.

## Descrizione
Contiene sei brani successivamente rivisitati e inclusi nell'album Des deux l'une est l'autre, uscito l'anno seguente.

## Tracce
Testi e musiche di Emmanuel Jessua.
1. H492053 – 7:18
2. Daybreak at Slaughter's House – 9:38
3. Scarlet Fever – 10:34
4. Tutuguri – 8:11
5. The Naked Lunch I – 11:24
6. The Naked Lunch II – 6:59

## Formazione
- Emmanuel Jessua – voce, chitarra, pianoforte, programmazione
- Thibault Lamy – batteria, programmazione
- Jeremie Lautier – chitarra
- Gredin – basso